# Ernst Kretschmer
Ernst Kretschmer   (Wüstenrot, 8 d'octubre de 1888 - Tübingen, 8 de febrer de 1964) fou un metge psiquiatre i neuròleg alemany. El 1929 va estar nominat al Premi Nobel de Fisiologia o Medicina.

## Biografia
Després d'haver estudiat Medicina a la Universitat de Tubinga, va ser deixeble de Robert Gaupp i, posteriorment, professor de Neurologia i Psiquiatria a la mateixa universitat. A partir de 1946, al mateix temps que realitza l'activitat docent va fer recerca. Reinstaurà a Alemanya, després de la guerra, els congressos neuropsiquiàtrics i la Societat Alemanya de Neurologia i Psiquiatria, la presidència de la qual va ocupar durant molts anys. També va ser fundador i president de la Societat d'Investigacions Constitucionals i de la revista del mateix títol. En els darrers anys de la seva vida va realitzar recerques en els camps de la psicoteràpia i la criminologia.
Kretschmer va ser membre fundador de la Allgemeine Ärztliche Gesellschaft für Psychotherapie (AÄGP) (Societat Internacional de Medicina General per a la Psicoteràpia). Després de renunciar a l'AÄGP, va començar a donar suport a les SS (Schutzstaffel) i va signar el "Vot de fidelitat dels professors de les universitats i instituts alemanys a Adolf Hitler i l'estat nacionalsocialista" (Bekenntnis der Professoren an den deutschen Universitäten und Hochschulen zu Adolf Hitler und dem nationalsozialistischen Staat").

## Obra
Va ser conegut sobretot, per les seves recerques sobre la relació que existeix entre el temperament i la constitució corporal. La labor de Kretschmer es va orientar en tres direccions: les recerques constitucionals, els problemes de psicologia mèdica i psicoteràpia, i la recerca psiquiàtrica. Aquests treballs es troben exposats en els seus llibres: Constitució i caràcter, Psicologia Mèdica, Homes genials, Deliri sensitiu-paranoide, Histèria, reflex i instint i Estudis psicoterapèutics.
En col·laboració amb Enke, va escriure La personalitat dels atlètics. En la seva obra Constitució i caràcter ofereix la classificació dels temperaments, la qual ha aconseguit una gran aplicació clínica. Va partir de l'observació que la psicosi maniacodepressiva la patien generalment aquelles persones amb un tipus corporal que ell va anomenar pícnic i que, en canvi, l'esquizofrènia es donava en un altre tipus morfològic oposat, que va designar astènic. Després va ampliar aquesta mateixa observació al cercle familiar del malalt i, després, als individus normals. Als tipus que va trobar en el cercle familiar dels malalts maniacodepressius i que estaven a les fronteres del psicopàtic els va anomenar cicloides, i als de l'esquizofrènic, esquizoides. Als temperaments normals d'un i un altre grup els va anomenar ciclotímics i esquizotímics respectivament. Després va aïllar un altre tipus corporal, l'atlètic, que va relacionar amb el temperament enequètic. Entre els esquizofrènics també són molt prevalents els tipus astenico-atlètics.
En psicologia mèdica, va estudiar les funcions psíquiques utilitzant els mitjans de recerca de la psicologia evolutiva, i va descriure els anomenats mecanismes hiponòics i hipobúlics. Va anomenar mecanismes hiponòics a les funcions psíquiques que es presenten amb característiques similars a del del somni, en les hipnosis, en l'estat crepuscular del histerisme i en els trastorns mentals esquizofrènics. Com aquestes funcions ofereixen analogies amb altres filogenèticament inferiors, les va considerar com a probables residus d'aquestes. Els mecanismes hipobúlics (moviments catatònics de l'esquizofrènic, i tempesta de moviments i reflex d'immobilització de la histèria), que descriu en l'esquizofrènia i la histèria, són reflexos peculiars de la psicomotilitat que també va relacionar amb graus d'expressió més antics de l'escala filogenètica.
En nosologia psiquiàtrica va contribuir a la revisió de la teoria clínica de la paranoia, concepte, segons Kretschmer que engloba diverses entitats clíniques afins (el deliri sensitiuparanoide, el deliri querulant i les psicosis desideratives). A més de descriure-les, va fer el diagnòstic diferencial amb les parafrènies i personalitats psicopátiques. En la gènesi d'aquests grups clínics que va descriure cita com a factors coadjuvants, principalment, la predisposició paranoide de la personalitat, però també un conflicte extern relacionat generalment amb la insatisfacció sexual. Per això mateix tenen pronòstic favorable. Cursa sense al·lucinacions, ni destrucció de la personalitat; per tant, es diferencien de l'esquizofrènia, encara que hi ha casos que no es poden delimitar amb exactitud de les psicosis endògenes.

## Resultats crítics
Kretschmer sembla haver demostrat que els caràcters morfològics, tant en psiquiatria com en tipologia, tenen una estreta connexió amb les propietats psicològiques. Així, substitueix l'oposició entre el somàtic i el psíquic per la noció de la unitat organopsíquica. Aquests estudis han estat un punt de partida per a les recerques posteriors de William Herbert Sheldon, entre d'altres, i, més recentment, de Conrad.
La posició de la psiquiatria actual davant els treballs de Kretschmer es pot resumir de la següent manera:
1. S'accepta la descripció dels seus tipus somàtics, encara que en alguns casos hi ha dificultat per realitzar-la.
2. En línies generals, s'admet la correspondència de determinats caràcters psicològics per a cadascun dels tipus morfològics. En canvi, la relació entre el tipus constitucional i la malaltia mental no és tan clara com pretén l'autor; si bé és cert que el tipus influeix en l'evolució del quadre clínic, el que més es discuteix és la manera d'establir la graduació entre el temperament esquizotímic i l'esquizofrènia. La relació més fonamentada sembla establir-se entre el ciclotímic i la psicosi maniacodepressiva.
3. La nosología psiquiàtrica actual accepta el deliri sensitiu paranoide de Kretschmer com a entitat clínica diferent de l'esquizofrènia i ho inclou dins dels desenvolupaments delirants. També s'accepten els anomenats mecanismes hiponòics i hipobúlics, encara que no està clara la seva relació filogenètica.

## Llistat de treballs
- Wahnbildung und manisch-depressiver Symptomenkomplexe. Berlin 1914 (dissertació)
- Der sensitive Beziehungswahn. Springer, Berlin 1918 (Habil.-Schrift)
- Körperbau und Charakter. Untersuchungen zoom Konstitutionsproblem und zur Lehre von den Temperamenten. Springer, Berlin 1921. 25. Auflage 1967, Hrg Wolfgang Kretschmer.
- Medizinische Psychologie. Thieme, Leipzig 1922
- Hysterie, Reflex und Instinkt. Thieme, Leipzig 1923
- Ernst Kretschmer, Ferdinand Adalbert Kehrer: Die Veranlagung zu seelischen Störungen. Springer, Berlin 1924.
- Störungen donis Gefühlslebens, Temperamente. Handbuch der Geisteskrankheiten. Band 1. Springer, Berlin 1928.
- Geniale Menschen. Springer Berlin, 1929
- Das apallische Syndrom. Zeitschrift für die gesamte Neurologie und Psychiatrie, Band 169 (1940), S. 579
- Psychotherapeuthische Studien. Thieme, Stuttgart 1949.
- In memoriam Günther Just. A: Zeitschrift für menschliche Vererbungs- und Konstitutionslehre. Band 30, 1950/1951, S. 293–298 (Gedenkrede, gehalten auf der Totenfeier der Universität Tübingen)[4]
- Robert Gaupp zoom Gedächtnis. Deutsche Medizinische Wochenschrift, Stuttgart 78: 1713; 1953.
- Gestufte Aktivhypnose – Zweigleisige Standardmethode. A: Frankl, V. I., V.v. Gebsattel and J.H. Schultz (Hrsg.): Handbuch der Neurosenlehre und Psychotherapie. Band IV, S. 130–141. Urban & Schwarzenberg München-Berlin, 1959.
- Gestalten und Gedanken. Erlebnisse. Thieme, Stuttgart 1963.